# Koryciska (powiat przysuski)
Koryciska (dawn. Korytów) – wieś w Polsce położona w województwie mazowieckim, w powiecie przysuskim, w gminie Wieniawa. Ma status sołectwa.
Prywatna wieś szlachecka, położona była w drugiej połowie XVI wieku w powiecie radomskim województwa sandomierskiego. W latach 1975–1998 miejscowość należała administracyjnie do województwa radomskiego.
W Koryciskach urodził się Józef Nowakowski, polski pianista, kompozytor i pedagog.
Wierni Kościoła rzymskokatolickiego należą do parafii św. Jana Chrzciciela i św. Stanisława Kostki w Mniszku.